# Cachoeira de Minas
Cachoeira de Minas es un municipio brasilero del estado de Minas Gerais.

## Historia
El 1 de enero de 1854, se inauguró la capilla construida por los fundadores, Inácio de la Costa Rezende y Rosa Maria, con la celebración de la primera misa por el canónigo Juán Días de Cuadros Aranha. La explotación agrícola asumió el comando de la economía de la comunidad, que en la época se desarrolló considerablemente.
El 12 de diciembre de 1865 fue creado el distrito de Concepción de los Ouros y el pequeño poblado de Cachoeira de Minas estuvo subordinado al distrito. Concepción de los Ouros también no era una ciudad, pero tenía un sacerdote residindo en sus tierras, para la época esto era lo suficiente, pues todas las actividades que eran hechas tenían vinculación con la Iglesia Católica.
El distrito fue creado con la denominación de São João Batista de las Cascadas, subordinado al municipio de São José do Paraíso.
En la división administrativa de 1911, continuó subordinado al municipio de São José del Paraíso (el cual era llamado Paraisópolis en 1914). En los cuadros de registro del Recenseamiento General de 1 de septiembre de 1920, permaneció subordinado a Paraisópolis.
En 1943, el municipio de Cascadas pasó a denominarse Catadupas. En el cuadro fijado para vigorar en el período de 1944-1948, el municipio continuó con dos distritos: Catadupas (ex-Cachoeiras) y Itaim.
En 1948, el municipio de Catadupas pasó a llamarse Cachoeira de Minas.
En la división territorial de 1 de julio de 1960, el municipio de Cachoeira de Minas continuó con dos distritos: Cachoeira de Minas y Itaim; así permanece en la división territorial de 2007.

## Geografía
La población estimada en 2008 es de 11.194 habitantes. El área del municipio es de 305.420 km², con densidad demográfica de 37,5 hab/km².